# بودير
بودير واسمه الحقيقي هو محمد بن يامنة ممثل هزلي فرنسي من أصول مغربية ولد عام 1978 بمدينة بوعرفة.

## مسيرته
ولد محمد بن يامنة في مدينة بوعرفة بالمغرب في 13 أغسطس من عام 1978، هاجر إلى فرنسا عام 1979 ونشأ في الدائرة العاشرة في باريس، بعد تخرجه بدرجة البكالوريوس في المحاسبة، لم يتمكن من العثور على وظيفة وقرر أن يصبح كوميديًا، اسمه المستعار "بودير"، هو إشارة إلى اللاعب الرياضي المفضل لديه، لاعب كرة القدم المغربي عزيز بودربالة.

## وصلات خارجية
- لم يتم العثور على روابط لمواقع التواصل الاجتماعي.